# Ski Classics 2016/17
Die Visma Ski Classics 2016/17 sind die siebte Austragung der Wettkampfserie im Skilanglauf. Sie umfasst zwölf Skimarathons im Massenstart und einen Prolog im Einzelstart, die allesamt in klassischer Technik ausgetragen werden Die Serie begann am 27. November 2016 im schweizerischen Pontresina und wird am 8. April 2017 mit dem Skimarathon Ylläs–Levi in Finnland enden.
Neu im Kalender der Serie ist mit dem Vasaloppet China erstmals ein Rennen außerhalb Europas. Zudem wurden der Reistadløpet in Norwegen und der finnische Ylläs–Levi Skimarathon neu ins Programm aufgenommen. Der im Vorjahr als Ersatzrennen veranstaltete Kaiser-Maximilian-Lauf ist ebenfalls nun fester Bestandteil des Kalenders. Den Auftakt der Serie bildet statt des bisher am Tag vor der La Sgambeda ausgetragenen Prologs nun ein eigenständiges Rennen in Pontresina, das erstmals sowohl für Männer als auch Frauen im Einzelstart durchgeführt wird und auch für die Einzelwertung der Serie zählt. Nicht mehr im Kalender der Ski Classics ist der König-Ludwig-Lauf, der im Vorjahr bereits witterungsbedingt abgesagt werden musste.

## Männer

### Ergebnisse
| Prolog in Pontresina | Prolog in Pontresina  | Prolog in Pontresina | Prolog in Pontresina | Prolog in Pontresina |
| -------------------- | --------------------- | -------------------- | -------------------- | -------------------- |
| Datum                | Disziplin             | Erster Platz         | Zweiter Platz        | Dritter Platz        |
| 27. November 2016    | 8 km Prolog klassisch | Petter Eliassen      | Bastien Poirrier     | Morten Eide Pedersen |

| 1. Ski Classics in Livigno – La Sgambeda | 1. Ski Classics in Livigno – La Sgambeda | 1. Ski Classics in Livigno – La Sgambeda | 1. Ski Classics in Livigno – La Sgambeda | 1. Ski Classics in Livigno – La Sgambeda |
| ---------------------------------------- | ---------------------------------------- | ---------------------------------------- | ---------------------------------------- | ---------------------------------------- |
| Datum                                    | Disziplin                                | Erster Platz                             | Zweiter Platz                            | Dritter Platz                            |
| 3. Dezember 2016                         | 30 km klassisch 1                        | Tord Asle Gjerdalen                      | Ilja Tschernoussow                       | Petter Eliassen                          |

| 2. Ski Classics in Changchun – Vasaloppet China | 2. Ski Classics in Changchun – Vasaloppet China | 2. Ski Classics in Changchun – Vasaloppet China | 2. Ski Classics in Changchun – Vasaloppet China | 2. Ski Classics in Changchun – Vasaloppet China |
| ----------------------------------------------- | ----------------------------------------------- | ----------------------------------------------- | ----------------------------------------------- | ----------------------------------------------- |
| Datum                                           | Disziplin                                       | Erster Platz                                    | Zweiter Platz                                   | Dritter Platz                                   |
| 4. Januar 2017                                  | 50 km klassisch                                 | Andreas Nygaard                                 | Jens Eriksson                                   | Stian Hoelgaard                                 |

| 3. Ski Classics in Seefeld in Tirol – Kaiser-Maximilian-Lauf | 3. Ski Classics in Seefeld in Tirol – Kaiser-Maximilian-Lauf | 3. Ski Classics in Seefeld in Tirol – Kaiser-Maximilian-Lauf | 3. Ski Classics in Seefeld in Tirol – Kaiser-Maximilian-Lauf | 3. Ski Classics in Seefeld in Tirol – Kaiser-Maximilian-Lauf |
| ------------------------------------------------------------ | ------------------------------------------------------------ | ------------------------------------------------------------ | ------------------------------------------------------------ | ------------------------------------------------------------ |
| Datum                                                        | Disziplin                                                    | Erster Platz                                                 | Zweiter Platz                                                | Dritter Platz                                                |
| 14. Januar 2017                                              | 60 km klassisch                                              | Andreas Nygaard                                              | Tord Asle Gjerdalen                                          | Stian Hoelgaard                                              |

| 4. Ski Classics in Zuoz – La Diagonela | 4. Ski Classics in Zuoz – La Diagonela | 4. Ski Classics in Zuoz – La Diagonela | 4. Ski Classics in Zuoz – La Diagonela | 4. Ski Classics in Zuoz – La Diagonela |
| -------------------------------------- | -------------------------------------- | -------------------------------------- | -------------------------------------- | -------------------------------------- |
| Datum                                  | Disziplin                              | Erster Platz                           | Zweiter Platz                          | Dritter Platz                          |
| 21. Januar 2017                        | 50 km klassisch                        | Ilja Tschernoussow                     | Tord Asle Gjerdalen                    | Øystein Pettersen                      |

| 5. Ski Classics im Val di Fiemme und Val di Fassa – Marcialonga | 5. Ski Classics im Val di Fiemme und Val di Fassa – Marcialonga | 5. Ski Classics im Val di Fiemme und Val di Fassa – Marcialonga | 5. Ski Classics im Val di Fiemme und Val di Fassa – Marcialonga | 5. Ski Classics im Val di Fiemme und Val di Fassa – Marcialonga |
| --------------------------------------------------------------- | --------------------------------------------------------------- | --------------------------------------------------------------- | --------------------------------------------------------------- | --------------------------------------------------------------- |
| Datum                                                           | Disziplin                                                       | Erster Platz                                                    | Zweiter Platz                                                   | Dritter Platz                                                   |
| 29. Januar 2017                                                 | 57 km klassisch                                                 | Tord Asle Gjerdalen                                             | Johan Kjølstad                                                  | Morten Eide Pedersen                                            |

| 6. Ski Classics von Toblach nach Cortina d’Ampezzo – Toblach–Cortina | 6. Ski Classics von Toblach nach Cortina d’Ampezzo – Toblach–Cortina | 6. Ski Classics von Toblach nach Cortina d’Ampezzo – Toblach–Cortina | 6. Ski Classics von Toblach nach Cortina d’Ampezzo – Toblach–Cortina | 6. Ski Classics von Toblach nach Cortina d’Ampezzo – Toblach–Cortina |
| -------------------------------------------------------------------- | -------------------------------------------------------------------- | -------------------------------------------------------------------- | -------------------------------------------------------------------- | -------------------------------------------------------------------- |
| Datum                                                                | Disziplin                                                            | Erster Platz                                                         | Zweiter Platz                                                        | Dritter Platz                                                        |
| 11. Februar 2017                                                     | 50 km klassisch                                                      | Tord Asle Gjerdalen                                                  | Petter Eliassen                                                      | Morten Eide Pedersen                                                 |

| 7. Ski Classics in Bedřichov – Isergebirgslauf | 7. Ski Classics in Bedřichov – Isergebirgslauf | 7. Ski Classics in Bedřichov – Isergebirgslauf | 7. Ski Classics in Bedřichov – Isergebirgslauf | 7. Ski Classics in Bedřichov – Isergebirgslauf |
| ---------------------------------------------- | ---------------------------------------------- | ---------------------------------------------- | ---------------------------------------------- | ---------------------------------------------- |
| Datum                                          | Disziplin                                      | Erster Platz                                   | Zweiter Platz                                  | Dritter Platz                                  |
| 19. Februar 2017                               | 50 km klassisch                                | Morten Eide Pedersen                           | Petter Eliassen                                | Tord Asle Gjerdalen                            |

| 8. Ski Classics von Sälen nach Mora – Wasalauf | 8. Ski Classics von Sälen nach Mora – Wasalauf | 8. Ski Classics von Sälen nach Mora – Wasalauf | 8. Ski Classics von Sälen nach Mora – Wasalauf | 8. Ski Classics von Sälen nach Mora – Wasalauf |
| ---------------------------------------------- | ---------------------------------------------- | ---------------------------------------------- | ---------------------------------------------- | ---------------------------------------------- |
| Datum                                          | Disziplin                                      | Erster Platz                                   | Zweiter Platz                                  | Dritter Platz                                  |
| 5. März 2017                                   | 90 km klassisch                                | John Kristian Dahl                             | Andreas Nygaard                                | Stian Hoelgaard                                |

| 9. Ski Classics von Rena nach Lillehammer – Birkebeinerrennet | 9. Ski Classics von Rena nach Lillehammer – Birkebeinerrennet | 9. Ski Classics von Rena nach Lillehammer – Birkebeinerrennet | 9. Ski Classics von Rena nach Lillehammer – Birkebeinerrennet | 9. Ski Classics von Rena nach Lillehammer – Birkebeinerrennet |
| ------------------------------------------------------------- | ------------------------------------------------------------- | ------------------------------------------------------------- | ------------------------------------------------------------- | ------------------------------------------------------------- |
| Datum                                                         | Disziplin                                                     | Erster Platz                                                  | Zweiter Platz                                                 | Dritter Platz                                                 |
| 18. März 2017                                                 | 54 km klassisch                                               | Martin Johnsrud Sundby                                        | Petter Eliassen                                               | Simen Østensen                                                |

| 10. Ski Classics von Vålådalen nach Åre – Årefjällsloppet | 10. Ski Classics von Vålådalen nach Åre – Årefjällsloppet | 10. Ski Classics von Vålådalen nach Åre – Årefjällsloppet | 10. Ski Classics von Vålådalen nach Åre – Årefjällsloppet | 10. Ski Classics von Vålådalen nach Åre – Årefjällsloppet |
| --------------------------------------------------------- | --------------------------------------------------------- | --------------------------------------------------------- | --------------------------------------------------------- | --------------------------------------------------------- |
| Datum                                                     | Disziplin                                                 | Erster Platz                                              | Zweiter Platz                                             | Dritter Platz                                             |
| 26. März 2017                                             | 55 km klassisch                                           | Anders Aukland                                            | Tord Asle Gjerdalen                                       | Oskar Kardin                                              |

| 11. Ski Classics in Bardufoss – Reistadløpet | 11. Ski Classics in Bardufoss – Reistadløpet | 11. Ski Classics in Bardufoss – Reistadløpet | 11. Ski Classics in Bardufoss – Reistadløpet | 11. Ski Classics in Bardufoss – Reistadløpet |
| -------------------------------------------- | -------------------------------------------- | -------------------------------------------- | -------------------------------------------- | -------------------------------------------- |
| Datum                                        | Disziplin                                    | Erster Platz                                 | Zweiter Platz                                | Dritter Platz                                |
| 1. April 2017                                | 50 km klassisch                              | Petter Eliassen                              | Anders Aukland                               | Simen Østensen                               |

| 12. Ski Classics von Äkäslompolo nach Levi – Ylläs–Levi | 12. Ski Classics von Äkäslompolo nach Levi – Ylläs–Levi | 12. Ski Classics von Äkäslompolo nach Levi – Ylläs–Levi | 12. Ski Classics von Äkäslompolo nach Levi – Ylläs–Levi | 12. Ski Classics von Äkäslompolo nach Levi – Ylläs–Levi |
| ------------------------------------------------------- | ------------------------------------------------------- | ------------------------------------------------------- | ------------------------------------------------------- | ------------------------------------------------------- |
| Datum                                                   | Disziplin                                               | Erster Platz                                            | Zweiter Platz                                           | Dritter Platz                                           |
| 8. April 2017                                           | 67 km klassisch                                         | Petter Eliassen                                         | Andreas Nygaard                                         | Stian Hoelgaard                                         |

### Gesamtwertung
| Rang | Name                   | Punkte |
| ---- | ---------------------- | ------ |
| 1.   | Tord Asle Gjerdalen    | 1744   |
| 2.   | Petter Eliassen        | 1442   |
| 3.   | Andreas Nygaard        | 1312   |
| 4.   | Stian Hoelgaard        | 1269   |
| 5.   | Morten Eide Pedersen   | 1208   |
| 6.   | Anders Aukland         | 992    |
| 7.   | Øystein Pettersen      | 946    |
| 8.   | Ilja Tschernoussow     | 876    |
| 9.   | Simen Østensen         | 849    |
| 10.  | Kjetil Hagtvedt Dammen | 766    |

| Rang | Name                 | Punkte |
| ---- | -------------------- | ------ |
| 11.  | Johan Kjølstad       | 764    |
| 12.  | Oskar Kardin         | 688    |
| 13.  | John Kristian Dahl   | 672    |
| 14.  | Oscar Persson        | 622    |
| 15.  | Fredrik Byström      | 608    |
| 16.  | Tore Bjørseth Berdal | 553    |
| 17.  | Markus Ottosson      | 496    |
| 18.  | Øyvind Moen Fjeld    | 491    |
| 19.  | Torleif Syrstad      | 478    |
| 20.  | Anders Høst          | 476    |

| Rang | Name                   | Punkte |
| ---- | ---------------------- | ------ |
| 21.  | Jens Eriksson          | 462    |
| 22.  | Vetle Thyli            | 461    |
| 23.  | Petr Novák             | 435    |
| 24.  | Marcus Johansson       | 425    |
| 25.  | Torgeir Skare Thygesen | 395    |
| 26.  | Stanislav Řezáč        | 369    |
| 27.  | Andreas Holmberg       | 317    |
| 28.  | Bruno Debertolis       | 314    |
| 29.  | Chris Andre Jespersen  | 312    |
| 30.  | Bob Impola             | 305    |

## Frauen

### Ergebnisse
| Prolog in Pontresina | Prolog in Pontresina  | Prolog in Pontresina | Prolog in Pontresina     | Prolog in Pontresina |
| -------------------- | --------------------- | -------------------- | ------------------------ | -------------------- |
| Datum                | Disziplin             | Erster Platz         | Zweiter Platz            | Dritter Platz        |
| 27. November 2016    | 8 km Prolog klassisch | Kateřina Smutná      | Britta Johansson Norgren | Sara Lindborg        |

| 1. Ski Classics in Livigno – La Sgambeda | 1. Ski Classics in Livigno – La Sgambeda | 1. Ski Classics in Livigno – La Sgambeda | 1. Ski Classics in Livigno – La Sgambeda | 1. Ski Classics in Livigno – La Sgambeda |
| ---------------------------------------- | ---------------------------------------- | ---------------------------------------- | ---------------------------------------- | ---------------------------------------- |
| Datum                                    | Disziplin                                | Erster Platz                             | Zweiter Platz                            | Dritter Platz                            |
| 3. Dezember 2016                         | 30 km klassisch 1                        | Britta Johansson Norgren                 | Kateřina Smutná                          | Sara Lindborg                            |

| 2. Ski Classics in Changchun – Vasaloppet China | 2. Ski Classics in Changchun – Vasaloppet China | 2. Ski Classics in Changchun – Vasaloppet China | 2. Ski Classics in Changchun – Vasaloppet China | 2. Ski Classics in Changchun – Vasaloppet China |
| ----------------------------------------------- | ----------------------------------------------- | ----------------------------------------------- | ----------------------------------------------- | ----------------------------------------------- |
| Datum                                           | Disziplin                                       | Erster Platz                                    | Zweiter Platz                                   | Dritter Platz                                   |
| 4. Januar 2017                                  | 50 km klassisch                                 | Olga Rotschewa                                  | Britta Johansson Norgren                        | Masako Ishida                                   |

| 3. Ski Classics in Seefeld in Tirol – Kaiser-Maximilian-Lauf | 3. Ski Classics in Seefeld in Tirol – Kaiser-Maximilian-Lauf | 3. Ski Classics in Seefeld in Tirol – Kaiser-Maximilian-Lauf | 3. Ski Classics in Seefeld in Tirol – Kaiser-Maximilian-Lauf | 3. Ski Classics in Seefeld in Tirol – Kaiser-Maximilian-Lauf |
| ------------------------------------------------------------ | ------------------------------------------------------------ | ------------------------------------------------------------ | ------------------------------------------------------------ | ------------------------------------------------------------ |
| Datum                                                        | Disziplin                                                    | Erster Platz                                                 | Zweiter Platz                                                | Dritter Platz                                                |
| 14. Januar 2017                                              | 60 km klassisch                                              | Kateřina Smutná                                              | Astrid Øyre Slind                                            | Britta Johansson Norgren                                     |

| 4. Ski Classics in Zuoz – La Diagonela | 4. Ski Classics in Zuoz – La Diagonela | 4. Ski Classics in Zuoz – La Diagonela | 4. Ski Classics in Zuoz – La Diagonela | 4. Ski Classics in Zuoz – La Diagonela |
| -------------------------------------- | -------------------------------------- | -------------------------------------- | -------------------------------------- | -------------------------------------- |
| Datum                                  | Disziplin                              | Erster Platz                           | Zweiter Platz                          | Dritter Platz                          |
| 21. Januar 2017                        | 50 km klassisch                        | Kateřina Smutná                        | Britta Johansson Norgren               | Sara Lindborg                          |

| 5. Ski Classics im Val di Fiemme und Val di Fassa – Marcialonga | 5. Ski Classics im Val di Fiemme und Val di Fassa – Marcialonga | 5. Ski Classics im Val di Fiemme und Val di Fassa – Marcialonga | 5. Ski Classics im Val di Fiemme und Val di Fassa – Marcialonga | 5. Ski Classics im Val di Fiemme und Val di Fassa – Marcialonga |
| --------------------------------------------------------------- | --------------------------------------------------------------- | --------------------------------------------------------------- | --------------------------------------------------------------- | --------------------------------------------------------------- |
| Datum                                                           | Disziplin                                                       | Erster Platz                                                    | Zweiter Platz                                                   | Dritter Platz                                                   |
| 29. Januar 2017                                                 | 57 km klassisch                                                 | Kateřina Smutná                                                 | Britta Johansson Norgren                                        | Sara Lindborg                                                   |

| 6. Ski Classics von Toblach nach Cortina d’Ampezzo – Toblach–Cortina | 6. Ski Classics von Toblach nach Cortina d’Ampezzo – Toblach–Cortina | 6. Ski Classics von Toblach nach Cortina d’Ampezzo – Toblach–Cortina | 6. Ski Classics von Toblach nach Cortina d’Ampezzo – Toblach–Cortina | 6. Ski Classics von Toblach nach Cortina d’Ampezzo – Toblach–Cortina |
| -------------------------------------------------------------------- | -------------------------------------------------------------------- | -------------------------------------------------------------------- | -------------------------------------------------------------------- | -------------------------------------------------------------------- |
| Datum                                                                | Disziplin                                                            | Erster Platz                                                         | Zweiter Platz                                                        | Dritter Platz                                                        |
| 11. Februar 2017                                                     | 50 km klassisch                                                      | Kateřina Smutná                                                      | Britta Johansson Norgren                                             | Astrid Øyre Slind                                                    |

| 7. Ski Classics in Bedřichov – Isergebirgslauf | 7. Ski Classics in Bedřichov – Isergebirgslauf | 7. Ski Classics in Bedřichov – Isergebirgslauf | 7. Ski Classics in Bedřichov – Isergebirgslauf | 7. Ski Classics in Bedřichov – Isergebirgslauf |
| ---------------------------------------------- | ---------------------------------------------- | ---------------------------------------------- | ---------------------------------------------- | ---------------------------------------------- |
| Datum                                          | Disziplin                                      | Erster Platz                                   | Zweiter Platz                                  | Dritter Platz                                  |
| 19. Februar 2017                               | 50 km klassisch                                | Kateřina Smutná                                | Britta Johansson Norgren                       | Astrid Øyre Slind                              |

| 8. Ski Classics von Sälen nach Mora – Wasalauf | 8. Ski Classics von Sälen nach Mora – Wasalauf | 8. Ski Classics von Sälen nach Mora – Wasalauf | 8. Ski Classics von Sälen nach Mora – Wasalauf | 8. Ski Classics von Sälen nach Mora – Wasalauf |
| ---------------------------------------------- | ---------------------------------------------- | ---------------------------------------------- | ---------------------------------------------- | ---------------------------------------------- |
| Datum                                          | Disziplin                                      | Erster Platz                                   | Zweiter Platz                                  | Dritter Platz                                  |
| 5. März 2017                                   | 90 km klassisch                                | Britta Johansson Norgren                       | Astrid Øyre Slind                              | Sara Lindborg                                  |

| 9. Ski Classics von Rena nach Lillehammer – Birkebeinerrennet | 9. Ski Classics von Rena nach Lillehammer – Birkebeinerrennet | 9. Ski Classics von Rena nach Lillehammer – Birkebeinerrennet | 9. Ski Classics von Rena nach Lillehammer – Birkebeinerrennet | 9. Ski Classics von Rena nach Lillehammer – Birkebeinerrennet |
| ------------------------------------------------------------- | ------------------------------------------------------------- | ------------------------------------------------------------- | ------------------------------------------------------------- | ------------------------------------------------------------- |
| Datum                                                         | Disziplin                                                     | Erster Platz                                                  | Zweiter Platz                                                 | Dritter Platz                                                 |
| 18. März 2017                                                 | 54 km klassisch                                               | Justyna Kowalczyk                                             | Britta Johansson Norgren                                      | Masako Ishida                                                 |

| 10. Ski Classics von Vålådalen nach Åre – Årefjällsloppet | 10. Ski Classics von Vålådalen nach Åre – Årefjällsloppet | 10. Ski Classics von Vålådalen nach Åre – Årefjällsloppet | 10. Ski Classics von Vålådalen nach Åre – Årefjällsloppet | 10. Ski Classics von Vålådalen nach Åre – Årefjällsloppet |
| --------------------------------------------------------- | --------------------------------------------------------- | --------------------------------------------------------- | --------------------------------------------------------- | --------------------------------------------------------- |
| Datum                                                     | Disziplin                                                 | Erster Platz                                              | Zweiter Platz                                             | Dritter Platz                                             |
| 26. März 2017                                             | 55 km klassisch                                           | Britta Johansson Norgren                                  | Kateřina Smutná                                           | Kari Vikhagen Gjeitnes                                    |

| 11. Ski Classics in Bardufoss – Reistadløpet | 11. Ski Classics in Bardufoss – Reistadløpet | 11. Ski Classics in Bardufoss – Reistadløpet | 11. Ski Classics in Bardufoss – Reistadløpet | 11. Ski Classics in Bardufoss – Reistadløpet |
| -------------------------------------------- | -------------------------------------------- | -------------------------------------------- | -------------------------------------------- | -------------------------------------------- |
| Datum                                        | Disziplin                                    | Erster Platz                                 | Zweiter Platz                                | Dritter Platz                                |
| 1. April 2017                                | 50 km klassisch                              | Justyna Kowalczyk                            | Masako Ishida                                | Astrid Øyre Slind                            |

| 12. Ski Classics von Äkäslompolo nach Levi – Ylläs–Levi | 12. Ski Classics von Äkäslompolo nach Levi – Ylläs–Levi | 12. Ski Classics von Äkäslompolo nach Levi – Ylläs–Levi | 12. Ski Classics von Äkäslompolo nach Levi – Ylläs–Levi | 12. Ski Classics von Äkäslompolo nach Levi – Ylläs–Levi |
| ------------------------------------------------------- | ------------------------------------------------------- | ------------------------------------------------------- | ------------------------------------------------------- | ------------------------------------------------------- |
| Datum                                                   | Disziplin                                               | Erster Platz                                            | Zweiter Platz                                           | Dritter Platz                                           |
| 8. April 2017                                           | 67 km klassisch                                         | Kateřina Smutná                                         | Britta Johansson Norgren                                | Justyna Kowalczyk                                       |

### Gesamtwertung
| |                          |        |
| \| Rang \| Name \| Punkte \| \| ---- \| ------------------------ \| ------ \| \| 1. \| Britta Johansson Norgren \| 2120 \| \| 2. \| Kateřina Smutná \| 1825 \| \| 3. \| Astrid Øyre Slind \| 1473 \| \| 4. \| Sara Lindborg \| 1204 \| \| 5. \| Emilia Lindstedt \| 973 \| \| 6. \| Heli Heiskanen \| 820 \| \| 7. \| Barbara Jezeršek \| 770 \| \| 8. \| Lina Korsgren \| 691 \| \| 9. \| Laila Kveli \| 664 \| \| 10. \| Justyna Kowalczyk \| 660 \| |                          |        |
| Rang | Name                     | Punkte |
| 1. | Britta Johansson Norgren | 2120   |
| 2. | Kateřina Smutná          | 1825   |
| 3. | Astrid Øyre Slind        | 1473   |
| 4. | Sara Lindborg            | 1204   |
| 5. | Emilia Lindstedt         | 973    |
| 6. | Heli Heiskanen           | 820    |
| 7. | Barbara Jezeršek         | 770    |
| 8. | Lina Korsgren            | 691    |
| 9. | Laila Kveli              | 664    |
| 10. | Justyna Kowalczyk        | 660    |